# 리틀 몬스터
《리틀 몬스터》(영어: Little Monsters)는 에이브 포사이스 감독의 2019년 좀비 코미디 공포 영화이다. 루피타 뇽오, 조시 개드 등이 출연하였고, 조디 매터슨 등이 제작에 참여하였다.
2019년 1월 27일 제35회 선댄스 영화제에서 전 세계 최초로 상영되었으며, 미국에서 네온을 통해 2019년 10월 8일 제한 상영으로 개봉하였고, 2019년 10월 11일부터 훌루에서 스트리밍 서비스가 시작되었다. 평단으로부터 배우들 연기를 중심으로 대체로 긍정 평가를 받았다.

## 줄거리
한물 간 음악가 데이브는 여자친구와 싸운 뒤 누나네 신세를 지게 된다. 하루는 조카 필릭스를 유치원에 데려다주다가 유아들을 능란하게 통솔하는 교사 오드리에게 반한다. 어떻게든 접점을 만들려는 생각에서 데이브는 텔레비전 아동 프로그램 촬영 일정이 껴있는 유치원 소풍에서 학부모 도우미 역할을 자원한다. 그런데 하필 소풍날 실험 시설에서 도망친 좀비들이 소풍 장소인 목장으로 몰려온다.

## 출연진
- 루피타 뇽오 - 오드리 캐럴라인 양 역
- 알렉산더 잉글랜드 - 데이비드 "데이브" 앤더슨 역
- 조시 개드 - 테디 맥기글  / 네이선 슈나이더 역
- 캣 스튜어트 - 테스 역
- 디즐 라토라카 - 필릭스 역
- 나디아 타운젠드 - 세라 역
- 제이슨 총 - 경위 역
- 스티브 피코크 - 스티븐스 역

## 기타 제작진
- 라인 제작: 바버라 기브스
- 배역: 킴벌리 하딘, 커스티 맥그레거
- 미술: 샘 홉스
- 음향 감독: 웨인 패슐리